# Gunnar Stenbäck
Gunnar Ludvig Stenbäck (ur. 31 października 1880 w Helsinkach, zm. 2 lutego 1947) – fiński żeglarz, olimpijczyk.
Na regatach rozegranych podczas Letnich Igrzysk Olimpijskich 1912 wystąpił w klasie 6 metrów zajmując 5 pozycję. Załogę jachtu Finn II tworzyli również Torsten Sandelin i Ernst Estlander.
Ojciec Ragnara Stenbäcka, również żeglarza-olimpijczyka.